# El alcázar de las perlas

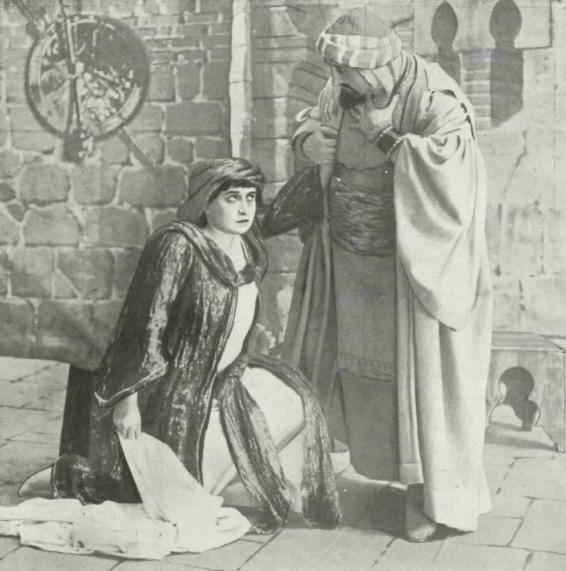
María Guerrero y Emilio Thuillier en una imagen del estreno

El alcázar de las perlas es una obra de teatro en cuatro actos y en verso de Francisco Villaespesa, estrenada en 1911 y la primera de las publicadas por el autor, en la editorial Renacimiento en 1912.

## Argumento
En la época de esplendor de la civilación árabe en la ciudad de Granada, el rey Alhamar, decide construir un castillo de perlas, cuyo diseño encarga a su fiel Ahzuma. Pasados seis años, el alcázar sigue sin construirse y el rey, moribundo llama a Azhuma para que rinda cuentas. Una inspiración repentina surge entonces en la cabeza de Azhuma, pero entonces es asesinado, ante los ojos de su amada Sobeya por el pretendiente al trono Abu Ishac. Muhamad, el hijo y heredero de Alhamar promete el perdón y la paz al traidor, bajo la condición de que devuelva los planos del alcázar, a lo que éste se niega. Sobeya finge entonces un acercamiento amoroso a Abu Ishac para hacerse con el proyecto y asesinar a Abu Ishac. Sin embargo, una vez cumplida su misión y en cuanto consigue hacer llegar los planos a un sirviente fiel, muere ajusticiada por las tropas de Abu Ishac.

## Estreno
- Gran Teatro Isabel la Católica, Granada, 11 de noviembre de 1911.
  - Intérpretes: María Guerrero (Sobeya), Emilio Thuillier (Abu Ishac), Alfredo Cirera (Alhamar) Fernando Díaz de Mendoza (Ahzuma), Elena Salvador (Sultana Aixa), Ana Adamuz (Leila Hassana), Hortensia Gelabert (Zahara), Ricardo Juste (Ali ben Ibrahim), Felipe Carsi (Aben Fat).